# Robert Hofstadter
Robert Hofstadter (5 tháng 1 năm 1915-17 tháng 11 năm 1990) là nhà vật lý người Mỹ. Ông là chủ nhân Giải Nobel Vật lý năm 1961 nhờ tiên phong trong nghiên cứu về tán xạ điện tử trong hạt nhân và các khám phá liên quan đến cấu trúc của các nucleon. Ông chung giải thưởng này với Rudolf Mößbauer.